# 名馬のふるさとステーション
名馬のふるさとステーション（めいばのふるさとステーション）は、北海道新冠町緑町56-2にかつて存在した功労馬および種牡馬の繋養牧場である。当時の代表者は上野康。

## 概要
北海道ホースマンアカデミー理事長、および上野育成牧場場主を務めていた上野康が所有していた施設で、多くの功労馬や、ラガーレグルスなどの種牡馬が繋養されていた。会員制であり、「MFS CLUB」に加入し年1万円の会費を払うことで見学が可能になっていたほか、提携牧場である上野育成牧場の見学、ステーション内のログハウスに会員料金で宿泊できるなどの特典を受けることが出来た。2003年10月時点での会員数は300人ほどであった。

## 繋養馬の飼育問題
2003年、名馬のふるさとステーションの代表であった上野康が理事長を務めていた北海道ホースマンアカデミーの全生徒が、授業を満足に受けられないことを理由に休学。これにより、実習も兼ねて同ステーションの繋養馬の管理を行っていた生徒がいなくなったことで、MFS CLUBの会員を中心に心配の声が上がった。
当初は馬の状態はそれほど酷いものではなかったものの、近隣の上野育成牧場分場で12頭もの馬が昼夜放牧されていたこともあり馬には怪我なども見えるようになり、第三者により行政指導を要請した。しかし、飼育状態の問題を指摘されることはなかったため、北海道議会の藤沢澄雄らを中心に、繋養馬の他の牧場への移動が開始させられた。

### 問題の沿革
- 2003年9月24日 - 北海道ホースマンアカデミーの全生徒65人が休学届を提出[2]。事実上の休校状態となり、名馬のふるさとステーションの繋養馬の健康状態を不安視する声が上がる[2]。
- 10月10日 - 競走馬生産者の田中哲実が施設を訪問[2]。この時点では特筆すべき問題点は確認されなかった。
  - しかし、これ以降、集団放牧による怪我などが確認されるようになる[4]。
- 10月21日以降 - 道議会議員であり、生産者でもある藤沢澄雄らにより、繋養馬の引き取りなどについての交渉が始まる[4]。
- 11月14日 - 繋養馬の移動の承諾が得られる[5]。
- 11月21日 - 繋養馬を一時的に静内町の藤沢牧場川合分場に移動させる[5][6]。
- 11月25日 - 北海道ホースマンアカデミーの理事長会にて、当時の理事長であった上野康らを解任[7]。生徒の親には新校長より復学を促す書面が送付された[7]。
- 11月26日 - シャコーテスコが生まれ故郷の桑原牧場に引き渡される[8][9]。
- 11月28日 - フレッシュボイスが門別町の日高シルバーホースファームへ移動[10][9]。
  - これ以降、タヤスアゲインは北広島市の北広島乗馬クラブへ、ツルマルガイセン・ムッシュシェクル・タヤスケーポイント・グルメフロンティアの4頭は千葉県の宝馬オリンピック乗馬クラブへ、シルクライトニングは門別町の梁川牧場へ、フジノマッケンオーは門別町の日高ケンタッキーファームへ移動した[11][9]。
- 12月6日 - マイシンザンとワイルドブラスターが浦河町の浦河乗馬公苑[注 2]へ移動[6][10][9]。
  - 残されたタケノハナミ、ミスターシクレノン、シンチェストは、藤沢澄雄が新たに立ち上げたRolling Egg Clubによって引き取られた[11]。なお、タヤスレミグランは藤沢牧場真歌分場で使役馬となった[11][9]。

## 繋養馬
- カネツクロス（1999年8月15日入厩、2000年中頃までに退厩、カネツ牧場へ）
- ムッシュシェクル（1999年9月8日入厩）
- ミスターシクレノン（1999年9月8日入厩）
- タヤスアゲイン（1999年10月23日入厩）
- シャコーテスコ（2000年4月28日入厩）
- タケノハナミ（2000年10月6日入厩）
- ラガーレグルス（2001年1月11日入厩、移動先不明[注 3]）
- マイシンザン（2001年2月5日入厩）
- ツクバシンフォニー（2001年3月7日入厩、事件前までに退厩）
- フジノマッケンオー（2000年5月1日入厩）
- タヤスケーポイント（2001年9月5日入厩）
- フレッシュボイス（2001年9月13日入厩）
- シルクライトニング（2001年10月6日入厩）
- ツルマルガイセン（2001年11月8日）
- ワイルドブラスター（2002年2月8日入厩）
- スギノハヤカゼ（2002年2月8日入厩、11月29日死亡）
- シンチェスト（2002年2月12日入厩）
- グルメフロンティア（入厩時期不明）
- タヤスレミグラン（入厩時期不明）